# (153814) 2001 WN5
A (153814) 2001 WN5 egy földközeli kisbolygó. A LONEOS programban fedezték fel 2001. november 20-án.
A kisbolygó 2028-ban 248 000 kilométerre közelíti meg bolygónkat.